# 도초면
도초면(都草面)은 대한민국 전라남도 신안군 남부에 위치한 면(面)으로, 면적은 55.45 km2이다.

## 개요
도초면은 다도해 해상국립공원과 유네스코 생물권 보전지역으로 지정된 청정지역이다.

### 연혁
- 조선 시대 : 나주목, 해남군
- 1896년 : 완도군 도초면
- 1897년 : 지도군 도초면
- 1903년 : 진도군 도초면
- 1914년 : 무안군 도초면
- 1969년 : 신안군 도초면

## 행정 구역
| 법정리   | 한자명   | 행정리                             | 비고            |
| -------- | -------- | ---------------------------------- | --------------- |
| 고란리   | 古蘭里   | 고란리, 난말리                     |                 |
| 만년리   | 萬年里   | 도락리, 만년리, 한발리             |                 |
| 발매리   | 發梅里   | 화도리, 월포리, 발매리, 춘경리     |                 |
| 수다리   | 水多里   | 용동리, 수다리, 나포리             |                 |
| 수항리   | 水項里   | 수항리, 궁항리, 나박포리           | 면사무소 소재지 |
| 오류리   | 五柳里   | 오류리, 엄목리                     |                 |
| 외남리   | 外南里   | 외남상리, 외남하리, 신촌리         |                 |
| 우이도리 | 牛耳島里 | 우이도1리, 우이도2리, 우이도3리    |                 |
| 이곡리   | 二谷里   | 이곡상리, 이곡하리, 조진리, 소신리 |                 |
| 죽련리   | 竹連里   | 신교리, 죽련리                     |                 |
| 지남리   | 指南里   | 지남리, 지북리, 지동리, 죽도리     |                 |

## 특산물
- 섬초 (시금치)
- 천일염
- 대하

## 교육[2]
- 도초동국민학교 : 도초면 도초동부길 581-19
- 도초서초등학교 : 도초면 지남리 1033
  - 도초서국민학교 동리분교 : 도초면 우이도리 1362
  - 도초서국민학교 예리분교 : 도초면 우이도리 676
  - 도초서국민학교 죽도분교 : 도초면 우이도리 산 544
  - 도초서초등학교 우이도분교 : 도초면 우이진리 58
    - 우이도국민학교 경치도분실 : 도초면 우이도리 경치도

  - 도초서초등학교 항성분교 : 도초면 우이도돈목길 39
- 도초초등학교 : 도초면 수항리 620
  - 도초국민학교 대외개도분실 : 도초면 만년리 외개약섬
  - 도초초등학교 서리분교 : 도초면 서우이길 31-2
- 동도초등학교 : 도초면 도초동부길 198
- 도초중학교 : 도초면 수항리 1468
- 도초고등학교 : 도초면 서남문로 1493